# Copernicia tectorum
Espèce
Classification phylogénétique
Statut de conservation UICN

 LC  : Préoccupation mineure
Copernicia tectorum est une espèce de palmier, endémique de la région des Llanos au Venezuela.